# Sorygaza arbela
Sorygaza arbela är en fjärilsart som beskrevs av Druce 1891. Sorygaza arbela ingår i släktet Sorygaza och familjen nattflyn. Inga underarter finns listade i Catalogue of Life.